# Pudupattinam
Pudupattinam è una suddivisione dell'India, classificata come census town, di 20.897 abitanti, situata nel distretto di Kanchipuram, nello stato federato del Tamil Nadu. In base al numero di abitanti la città rientra nella classe III (da 20.000 a 49.999 persone).

## Geografia fisica
La città è situata a 12° 31' 49 N e 80° 09' 19 E.

## Società

### Evoluzione demografica
Al censimento del 2001 la popolazione di Pudupattinam assommava a 20.897 persone, delle quali 10.605 maschi e 10.292 femmine. I bambini di età inferiore o uguale ai sei anni assommavano a 2.050, dei quali 1.053 maschi e 997 femmine. Infine, coloro che erano in grado di saper almeno leggere e scrivere erano 16.869, dei quali 9.089 maschi e 7.780 femmine.